# Kościół Matki Bożej Budsławskiej w Mińsku
Kościół Matki Bożej Budsławskiej (biał. Касцёл Маці Божай Будслаўскай) – kościół katolicki w Mińsku znajdujący się przy ul. Iwienieckiej 15a, wjazd od strony ul. Prytyckiego 105. 

## Historia
Budowę kościoła parafialnego pw. Matki Bożej Budsławskiej rozpoczęto w 2008 r. 1 lipca 2012 roku metropolita Tadeusz Kondrusiewicz poświęcił kamień węgielny przywieziony z Sanktuarium w Budsławiu. Świątynia została konsekrowana 3 lipca 2016 roku przez arcybiskupa wiedeńskiego kard. Christopha Schönborna OP. Była to pierwsza od 105 lat konsekracja kościoła katolickiego w Mińsku.